# Oomorphus
Genre
Oomorphus est un genre de Coléoptères de la famille des Chrysomelidae, comprenant quatorze espèces.

## Liste des sous-genres
Selon BioLib (18 juin 2021) :
- Oomorphus (Histerogaster) Monrós, 1948
- Oomorphus (Oomorphus) Curtis, 1831

## Liste des espèces
Selon GBIF (18 juin 2021) :
- Oomorphus aenigmatica Lacordaire, 1848
- Oomorphus amethystina Perty, 1832
- Oomorphus caledonicus Monrós, 1958
- Oomorphus cavisternum Lacordaire, 1848
- Oomorphus concolor (Sturm, 1807)
- Oomorphus corusca Guérin, 1844
- Oomorphus dorsalis Lacordaire, 1848
- Oomorphus floridanus Horn, 1893
- Oomorphus gibbosa Lacordaire, 1848
- Oomorphus microbius Monrós, 1958
- Oomorphus olivacea Lacordaire, 1848
- Oomorphus puncticeps Lacordaire, 1848
- Oomorphus splendida Lacordaire, 1848
- Oomorphus uva Lacordaire, 1848

## Systématique
Le nom scientifique de ce taxon est Oomorphus, choisi par l'entomologiste britannique John Curtis, en 1831.
Les genres suivants sont synonymes de Oomorphus selon GBIF (18 juin 2021) :
- Delphastobia Casey, 1924
- Histerogaster Monrós, 1948
- Lamprosoma Jacquelin du Val, 1856